# Griedge Mbock Bathy

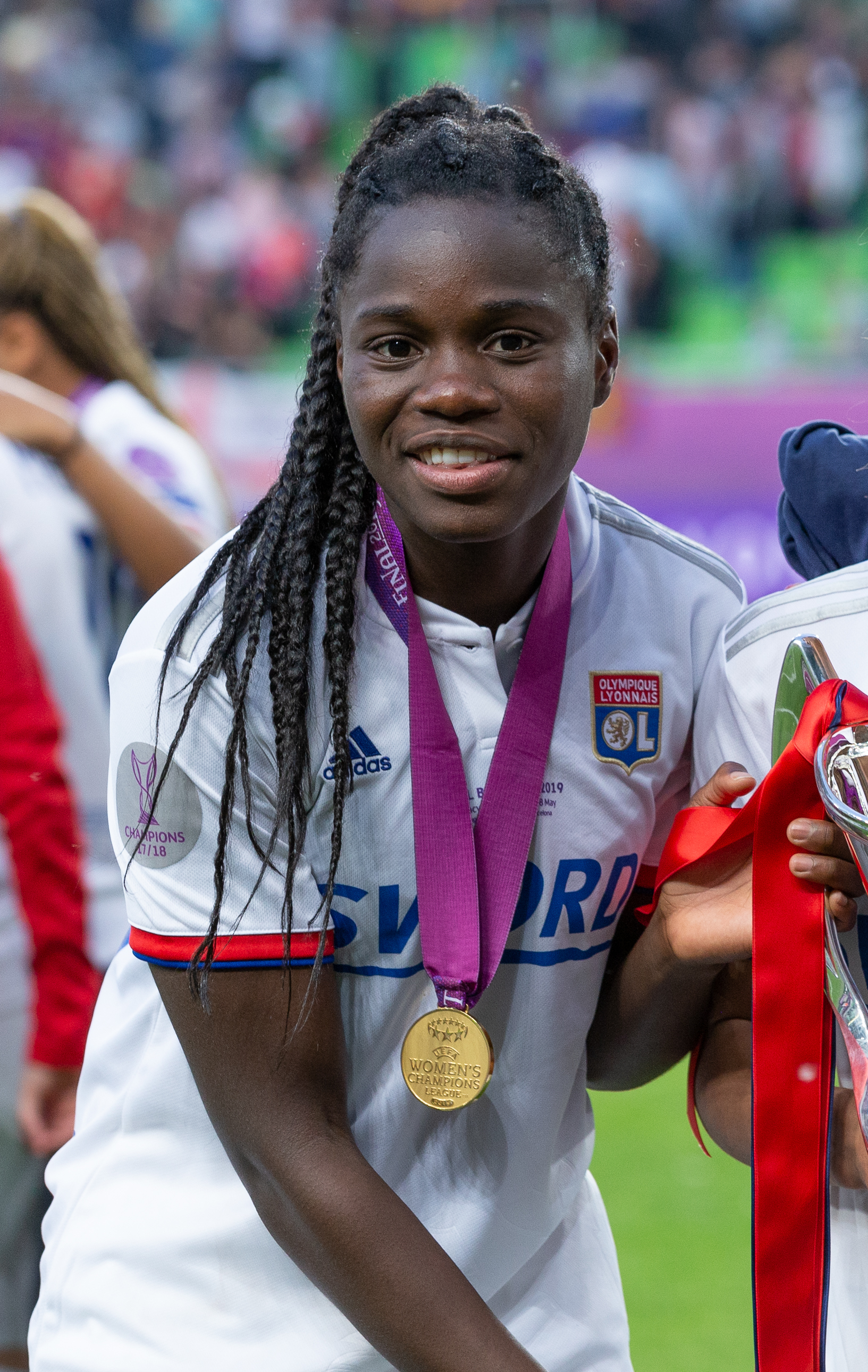
Griedge Mbock Bathy, maj 2019.

Griedge Mbock Bathy, född den 26 februari 1995 i Brest, är en fransk fotbollsspelare (försvarare) som spelar i Paris Saint-Germain och i det franska landslaget.
Hon var en del av den franska truppen under VM i Kanada år 2015, men det var först i VM i Frankrike år 2019 som hon var en del av startelvan. Tillsammans med Wendie Renard bildade hon mittbackspar i öppningsmatchen mot Sydkorea.
Mbock Bathy blev utsedd till den franska ligans bästa unga spelare säsongen 2015/2016. Hon blev utsedd till turneringens bästa spelare i U17-VM år 2012.